# Thành Tế
Thành Tế (chữ Hán: 成濟, bính âm: Cheng Ji; ?-260) là một binh sĩ dưới quyền của Tư Mã Chiêu trong thời Tam Quốc của lịch sử Trung Quốc, Thành Tế là người đã trực tiếp giết chết Hoàng đế nhà Ngụy là Tào Mao trong một vụ xô xát do Tào Mao phát động nhằm lật đổ Tư Mã Chiêu vào năm 260. Theo đó Tư Mã Chiêu đã biết được cuộc nổi loạn này và đã chỉ thị cho Giả Sung trừ khử Tào Mao. Giả Sung truyền lệnh này và Thành Tế đã hưởng ứng giết Tào Mao. Sau khi Tào Mao chết, Tư Mã Chiêu và Giả Sung đổ hết trách nhiệm lên đầu của Thành Tế và giết ông.

## Trong Tam Quốc Diễn nghĩa
Trong tác phẩm Tam Quốc diễn nghĩa, hồi 113 mô tả cụ thể về sự kiện này. Theo đó, Tào Mao bức xúc trước việc chuyên quyền của Tư Mã Chiêu và bàn với Vương Trầm, Vương Kinh và Vương Nghiệp định đảo chính nhưng ba người này không ai hưởng ứng. Tào Mao giận dỗi hành động một mình. Vương Nghiệp không những không giúp Tào Mao mà còn báo cho Tư Mã Chiêu biết việc này.
Còn Tào Mao tức thời sai hộ vệ Quan Tiêu Bá điều động được hai trăm túc vệ binh phất cờ kéo ra khỏi hậu cung bất chấp sự can ngăn của Vương Kinh. Tào Mao không nghe, khiến quân đẩy xe thẳng ra Long Môn thì gặp Giả Sung nai nịt nhung phục, ngồi trên ngựa, một bên có Thành Tế, một bên có Thành Tuy dẫn mấy ngàn binh đi tới. Tào Mao chống gươm bảo: "Có Thiên tử đây, sao các ngươi dám kinh động?". Quân sĩ thảy đều yên lặng không dám tiến tới nữa.
Lúc này Thành Tế hỏi Giả Sung: "Giết hay bắt?". Giả Sung đáp: "Ý Tư Mã Công là giết!". Thành Tế liền hươi kích đâm Tào Mao chết gục trên xe đồng thời đâm chết luôn cả Triệu Bá. Hay tin Tào Mao đã chết, Tư Mã Chiêu giả bộ ôm thây khóc lóc thảm thiết và nói "Thành Tế đáng giết và tru lục ba họ". Thành Tế kêu lên: "Đó là Giả Sung truyền lệnh của ngươi cho ta!" Tư Mã Chiêu vẫn truyền lệnh cho lôi Thành Tế ra cắt lưỡi và sau đó chém ở chợ.